# XI. letecký sbor (Německo)
XI. letecký sbor (německy: XI Fliegerkorps) byl německý armádní sbor za druhé světové války spadající pod Luftwaffe. Byl vytvořen pod velením generála letectva Kurta Studenta v prosinci roku 1940 z výcvikových a záložních výsadkových jednotek v Berlíně-Tempelhofu.
Pod velení sboru, které až do počátku roku 1943 sídlilo v Berlíně-Tempelhofu a následně se přesunulo do jihofrancouzského města Nimes, spadalo značné množství výsadkových a výcvikových jednotek Luftwaffe.
K počátku března roku 1944 bylo rozhodnuto, že bude sbor rozšířen a přeměněn na 1. výsadkovou armádu pod velením právě generála Studenta.

## Velitel sboru
- Generál Kurt Student (19. prosinec, 1940 - 1. březen, 1944)

## Náčelník štábu
- Generálmajor Alfred Schlemm (19. prosinec, 1940 - 7. únor, 1942)
- Plukovník Heinrich Trettner (7. únor, 1942 - 4. říjen, 1943)

## Složení sboru

### Sestava k 31. srpnu, 1942
- Luftlandegeschwader 1 (1. výsadková eskadra) - velitel: Generálmajor Rüdiger von Heyking
  - Štáb eskadry (vybaven 8 kluzáky DFS 230)
  - I. skupina (vybavena 81 kluzáky DFS 230)
  - II. skupina (vybavena 4 letouny Henschel Hs 126 a 46 kluzáky DFS 230)
  - III. skupina (vybavena 76 kluzáky DFS 230)
- Luftlandegeschwader 2 (2. výsadková eskadra) - velitel: Podplukovník Richard Kupschus
  - Štáb eskadry (vybaven 1 bombardérem Heinkel He 111, 2 kluzáky Gotha Go 242 a 2 letadly Gotha Go 244)
  - I. skupina (vybavena 1 bombardérem Heinkel He 111, 30 kluzáky Gotha Go 242 a 6 kluzáky DFS 230)
  - II. skupina (výbava neznáma)
  - 3. letka ze 2. bojové eskadry - Kampfgeschwader z. b. V. 2 (vybavena 1 bombardérem Heinkel He 111 Z, obří kluzák Messerschmitt Me 321)
  - 4. letka ze 2. bojové eskadry - Kampfgeschwader z. b. V. 2 (vybavena 1 bombardérem Heinkel He 111 Z, obří kluzák Messerschmitt Me 321)
- Ergänzungsgruppe 1 (1. záložní skupina) - (vybavena 1 střemhlavým bombardérem Junkers Ju 87 Stuka a 32 kluzáky DFS 230) - velitel: Podplukovník Ludwig Reeps
- Ergänzungsgruppe 2 (2. záložní skupina) - (vybavena 22 kluzáky DFS 230) - velitel: Podplukovník Albert Snowadzki

### Sestava k 10. červenci, 1943
- Luftlandegeschwader 1 (1. výsadková eskadra) - velitel: Plukovník Dr. Hans Eggersh
  - Štáb eskadry
  - I. skupina (vybavena 52 bombardéry Dornier Do 17 a 136 DFS 230)
  - II. skupina (vybavena 23 střemhlavými bombardéry Junkers Ju 87 Stuka a 24 kluzáky DFS 230)
  - III. skupina (vybavena 32 letouny Henschel Hs 126 a 120 kluzáky DFS 230)
- I. skupina ze Luftlandegeschwader 2 (2. výsadková eskadra) - (vybavena 27 bombardéry Heinkel He 111 a 188 kluzáky Gotha Go 242)
- DFS-Staffel 23 (23. oddíl kluzáků DFS) - (vybaven 69 kluzáky DFS 230)
- Transportgruppe 30 (30. dopravní skupina) - (vybavena 45 bombardéry Heinkel He 111)
- Arbeitsstab Hptm. Pohl (Pracovní štáb kapitána Pohla) - (vybaven 11 bombardéry Heinkel He 111 Z a 20 obřími kluzáky Messerschmitt Me 321)
- 5. letecký oddíl ze Luftnachrichten-Abteilung 41 (41. vzdušný zpravodajský oddíl) - (vybaven 4 letadly Junkers Ju 52, 2 kluzáky Gotha Go 242 a 13 kluzáky DFS 230)
- 1. Fallschirmjäger-Division (1. výsadková divize) - velitel: Generálporučík Richard Heidrich
- 2. Fallschirmjäger-Division (2. výsadková divize) - velitel: Generálporučík Gustav Wilke